# Landulf al VIII-lea de Capua
Landulf al VIII-lea a fost ultimul principe de Capua de sorginte longobardă, conducând principatul din 1057, atunci când fratele său, Pandulf al VI-lea a murit, până la cucerirea orașului Capua din 1058 săvârșită de către contele Richard de Aversa, căpetenie a normanzilor din dinastia Drengot instalați în Italia de sud. Inițial, Landulf a fost asociat la conducerea principatului alături de fratele său în 1047, atunci când tatăl lor, Pandulf al IV-lea, a fost restaurat pentru a doua oară la putere. Conform Catalogus Principum Capuæ, Landulf a domnit vreme de 12 ani, detaliu care ar corespunde cu domnia sa alături de fratele său până la alungarea sa din Capua de către normanzi.
Potrivit Annali di Napoli, cetatea Capua nu ar fi fost integral capturată de către Richard de Aversa decât în 21 mai 1062. Probabil că Landulf a fost nevoit să predea cheile cetății către Richard și fiul acestuia, Iordan în 1058, însă i s-a permis să se afle la conducere până în 1062. Fiii lui Landulf nu au avut parte de o soartă prea fericită. Ei sunt prezentați de către papa Victor al III-lea ca vagabonzi și cerșetori prin sudul Italiei.